# Протонема

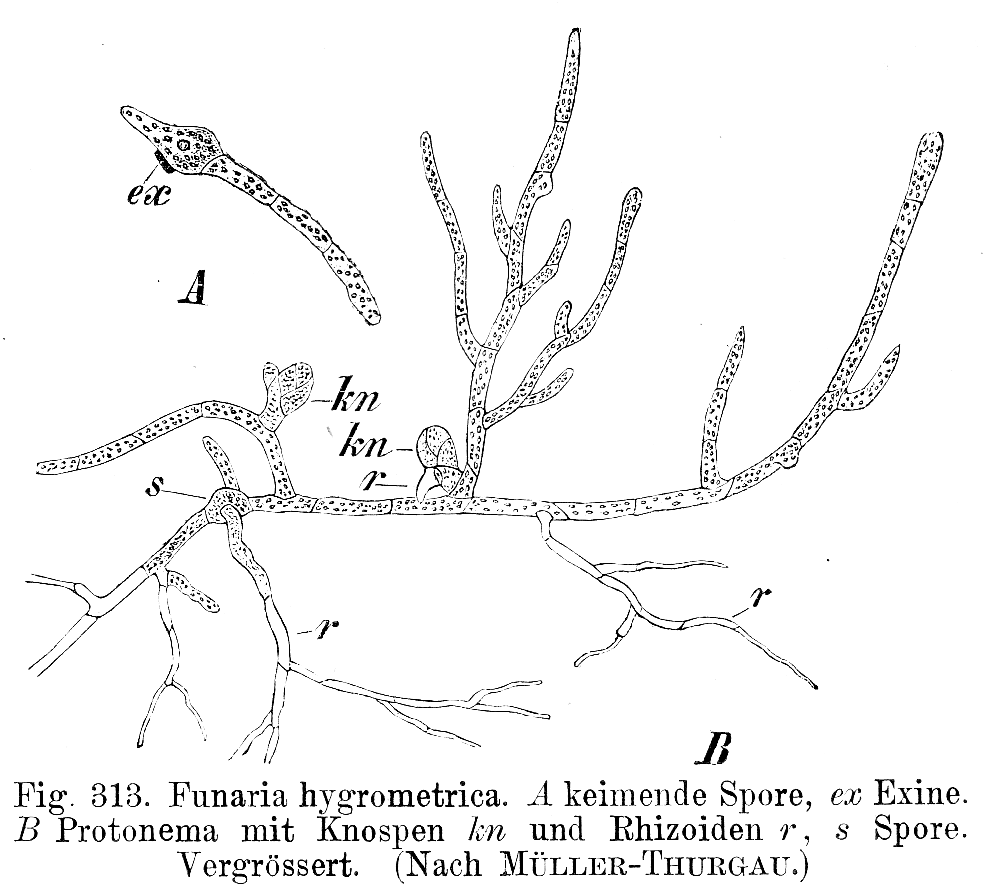
Протонема мха.
A — прорастающая спора
B — протонема (kn — почки, r — ризоиды, s — спора)

Протоне́ма, или предросток (лат. protonema, множ. ч. protonemata) — одна из жизненных форм растений отдела моховидных, наряду с гаметофитом и спорофитом.
Различают первичную и вторичную протонему. Первичная протонема относится к гаметофитному (половому, гаплоидному) поколению и присутствует у всех моховидных, вторичная (диплоидная) образуется в редких случаях из частей спорофита.
Первичная протонема образуется при прорастании спор и у подавляющего большинства видов является короткоживущей ювенильной формой, отмирающей после развития гаметофоров (отдельных растений гаметофитного поколения). У печёночников протонема сильно редуцирована, часто представлена небольшим числом клеток; у андреевых и сфагновых мхов имеет вид пластинчатого слоевища; у зелёных мхов по форме напоминает разветвлённую нитчатую зелёную водоросль. После разрастания по субстрату протонема образует почки, из которых развиваются взрослые гаметофиты, а затем отмирает, и таким образом она служит для вегетативного размножения мхов.
Немногочисленные виды имеют долгоживущую протонему, которая является основной жизненной формой или выполняет специальные функции. У буксбаумии безлистной (Buxbaumia aphylla) развитая нитчатая протонема образует редуцированные мужские гаметофоры, состоящие из одного листа, прикрывающего антеридий, и мелкие женские гаметофоры с бесцветными листьями, питающиеся полностью за счёт протонемы. Схистостега перистая (Schistostega pennata) (см. Схистостега), «светящийся» мох, живущий в пещерах и расщелинах скал, имеет долгоживущую протонему, приспособленную для фотосинтеза в условиях слабого освещения. Она образует пластинки, состоящие из одного слоя линзоподобных клеток, фокусирующих свет на хлоропласты, лежащие на их дне. Отражённый свет выходит параллельным пучком, что создаёт впечатление свечения.